# Вишневская, Галина Павловна
Гали́на Па́вловна Вишне́вская (урождённая Иванова; 25 октября 1926[…], Ленинград — 11 декабря 2012[…], Москва) — советская и российская оперная певица (сопрано), актриса, театральный режиссёр, педагог, народная артистка СССР (1966). Кавалер ордена Ленина (1971) и полный кавалер ордена «За заслуги перед Отечеством».

## Биография
Родилась 25 октября 1926 года в Ленинграде, но почти всё детство провела в Кронштадте, в семье Павла Андреевича Иванова (1904—1958) и Зинаиды Антоновны Ивановой (1906—1950).
Отец был репрессирован перед войной. Пережила блокаду Ленинграда, в возрасте шестнадцати лет служила в частях ПВО. Одновременно участвовала в концертах: пела в сопровождении джаз-оркестра на кораблях, кронштадтских фортах, в землянках.
В 1943—1944 годах в течение полугода училась в Музыкальной школе для взрослых им. Н. А. Римского-Корсакова в Ленинграде, в классе сольного пения И. С. Дид-Зурабова.
Имея от природы поставленный голос, в 1944 году поступила в хор Ленинградского областного театра оперетты, затем стала исполнять сольные партии. Была одной из первых солисток Новгородской филармонии. С 1947 года работала в Ленинградской филармонии. С 1951 года брала уроки вокала у В. Н. Гариной в Ленинграде, чередуя занятия классическим вокалом с выступлениями в качестве эстрадной певицы.
В 1952 году приняла участие в конкурсе в стажёрскую группу ГАБТ, была принята, несмотря на отсутствие консерваторского образования, и вскоре (по образному выражению Б. А. Покровского) стала «козырной картой в колоде Большого театра», ведущей солисткой главного оперного театра страны, где исполнила более чем 30 партий.

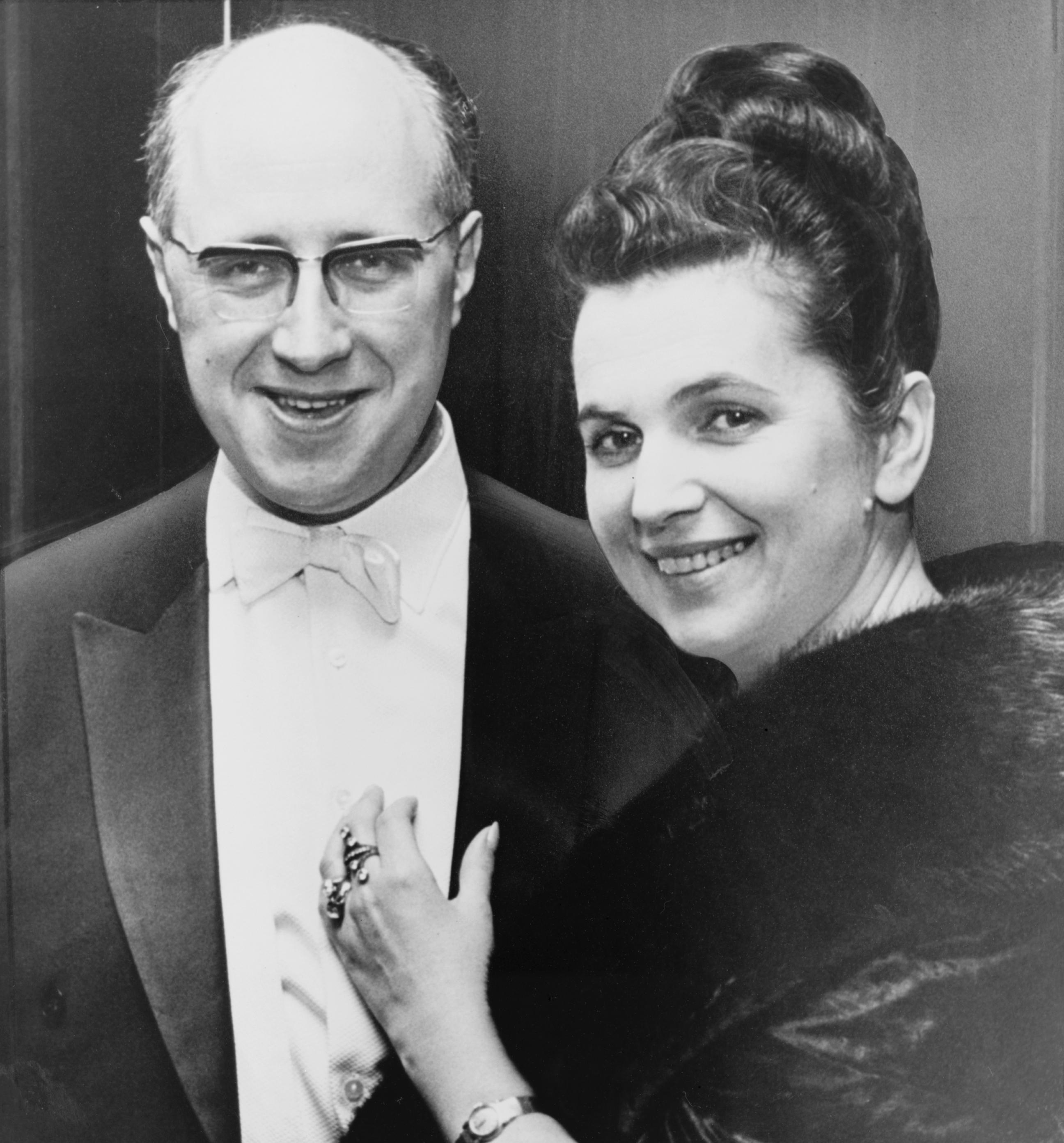
Мстислав Ростропович и Галина Вишневская, 1965

В 1955 году, спустя четыре дня после знакомства, вышла замуж в третий раз за знаменитого впоследствии виолончелиста Мстислава Леопольдовича Ростроповича, в ансамбле с которым (Мстислав Леопольдович Ростропович — сначала в качестве пианиста, а впоследствии и дирижёра) выступала на самых престижных концертных площадках мира. В это время певице покровительствовал находившийся последние годы на службе Н. А. Булганин.
С 1955 года гастролировала за рубежом: Польша, Чехословакия, ГДР, Финляндия, Великобритания, Италия, Франция, Бельгия, США, Канада, Югославия, Австрия, Япония, Австралия, Новая Зеландия и др.
Выступала в «Ковент-Гарден» (Лондон) «Метрополитен-Опера» (Нью-Йорк), Парижской национальной опере, Ла Скала (Милан), Венской государственной опере, Баварской государственной опере, Опере Сан-Франциско.
В 1966 году окончила экстерном Московскую консерваторию, в этом же году снялась в заглавной роли в фильме-опере «Катерина Измайлова» Д. Д. Шостаковича (режиссёр М. Г. Шапиро).
Много выступала с концертами. В камерном репертуаре певицы — произведения М. П. Мусоргского, П. И. Чайковского, С. С. Прокофьева, Д. Д. Шостаковича, Р. Шумана, Р. Вагнера, К. Дебюсси, Р. Штрауса, М. де Фальи и др. Была первой исполнительницей ряда посвящённых ей сочинений Д. Д. Шостаковича, Б. Бриттена и других выдающихся современных композиторов. Под впечатлением от прослушивания её записи «Бразильской бахианы» написано стихотворение Анны Андреевны Ахматовой «Слушая пение» (1961).
Выступала и записывалась с крупнейшими дирижёрами: Г. фон Караяном, О. Клемперером, И. Б. Маркевичем, Г. Абендротом, А. Ш. Мелик-Пашаевым, Б. Э. Хайкиным и др. Была партнёршей выдающихся певцов: С. Я. Лемешева, И. С. Козловского, Г. М. Нэлеппа, И. И. Петрова, И. К. Архиповой, за рубежом — Д. Фишера-Дискау, П. Доминго, Н. Гедды и др. Стала одной из первых советских оперных певиц, добившихся признания на мировой оперной сцене (изданная на компакт-дисках трансляционная запись спектакля 1964 года театра «Ла Скала» (Милан) «Турандот» Дж. Пуччини, где она выступила вместе с Ф. Корелли и Б. Нильсон, зафиксировала её триумфальный успех в партии Лиу).
Обширная дискография певицы содержит записи опер и камерной музыки.
В сентябре 1969 года Галина Вишневская и Мстислав Ростропович предложили проживать на своей даче А. И. Солженицыну, в октябре 1970 года написали открытое письмо в его поддержку. В ответ на это власти практически полностью исключили упоминание о певице в СМИ, ввели ограничения творческой деятельности. Тем не менее певица продолжала выступления в Большом театре, с успехом гастролировала за рубежом, в 1971 году была награждена Орденом Ленина. В марте 1974 года вместе с мужем обратились к Леониду Ильичу Брежневу с просьбой о разрешении выезда за границу, которая была удовлетворена. В том же году выехала с мужем и детьми за границу на длительный срок, что было оформлено как командировка Министерства культуры СССР. Во время пребывания за рубежом, в марте 1978 года, Г. Вишневская и М. Ростропович были лишены советского гражданства и государственных наград — «за действия, порочащие звание гражданина СССР».

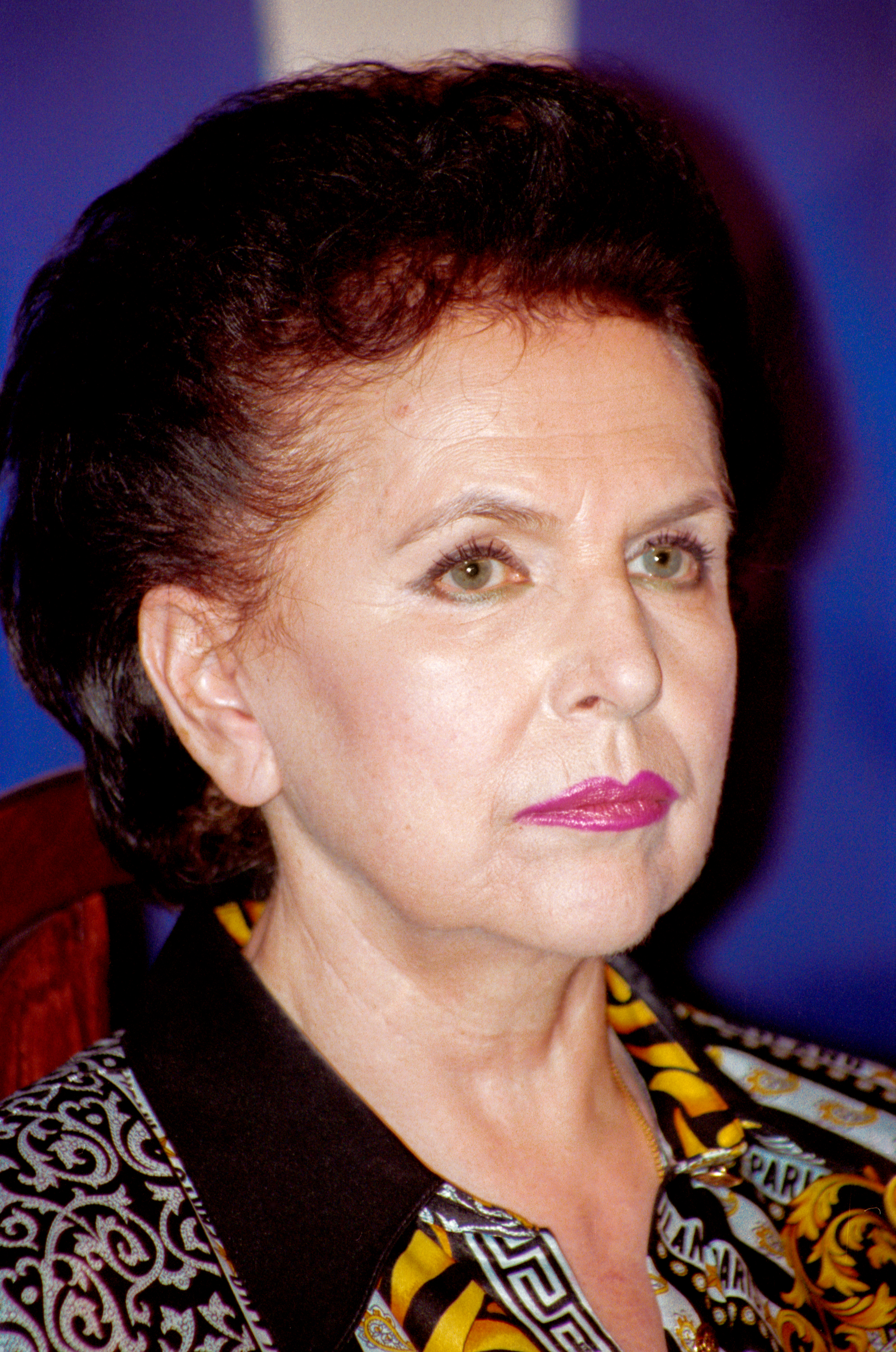
Г. П. Вишневская, 1998 год

Проживали в США, во Франции. Певица выступала в крупнейших театрах мира, ставила в качестве режиссёра оперные спектакли. Прощальное выступление Г. Вишневской состоялось в парижской Гранд-Опера в октябре 1982 (в опере «Евгений Онегин» П. И. Чайковского, дирижировал М. Ростропович), после чего оставила профессиональную сцену и занялась преподавательской деятельностью. Продолжала концертную деятельность, записывала пластинки, проводила мастер-классы.
В январе 1990 года, после обращений ряда деятелей искусств, Г. Вишневской и М. Ростроповичу было возвращено гражданство СССР, Указ Президиума Верховного Совета СССР о лишении государственных наград был отменён. В феврале 1990 года вернулась в СССР, стала почётным профессором Московской консерватории. От гражданства отказались, заявив, что они не просили его у себя ни отбирать, ни возвращать.
С 1993 года выступала в качестве драматической актрисы на сцене МХТ имени А. П. Чехова в Москве (роль Екатерины Второй в пьесе Е. А. Греминой «За зеркалом»), сыграла главные роли в фильмах «Провинциальный бенефис» (по мотивам пьес А. Н. Островского, режиссёр А. А. Белинский, 1993) и «Александра» (режиссёр А. Н. Сокуров, 2007).
С 2002 года — руководитель Центра оперного пения Галины Вишневской в Москве. С 2006 — председатель жюри Открытого международного конкурса оперных артистов Галины Вишневской. Президент Всероссийской ярмарки певцов в Екатеринбурге.
В 1984 году ею была написана книга «Галина», в которой певица рассказывает о своей жизни, крайне отрицательно оценивает общественный строй в СССР. Книга была опубликована на английском, русском и многих других европейских языках. В СССР книга была издана в годы Перестройки.
24 октября 2011 года Г. Вишневская представила новое издание книги «Галина. История жизни», приуроченное к её юбилею.

Могилы Галины Вишневской и Мстислава Ростроповича на Новодевичьем кладбище

Скончалась 11 декабря 2012 года на 87-м году жизни в Москве. Церемония прощания проходила 13 декабря 2012 года в Центре оперного пения, носящего её имя, панихида — 14 декабря 2012 года в Храме Христа Спасителя. Похоронена на Новодевичьем кладбище Москвы рядом с мужем, Мстиславом Ростроповичем.

### Семья

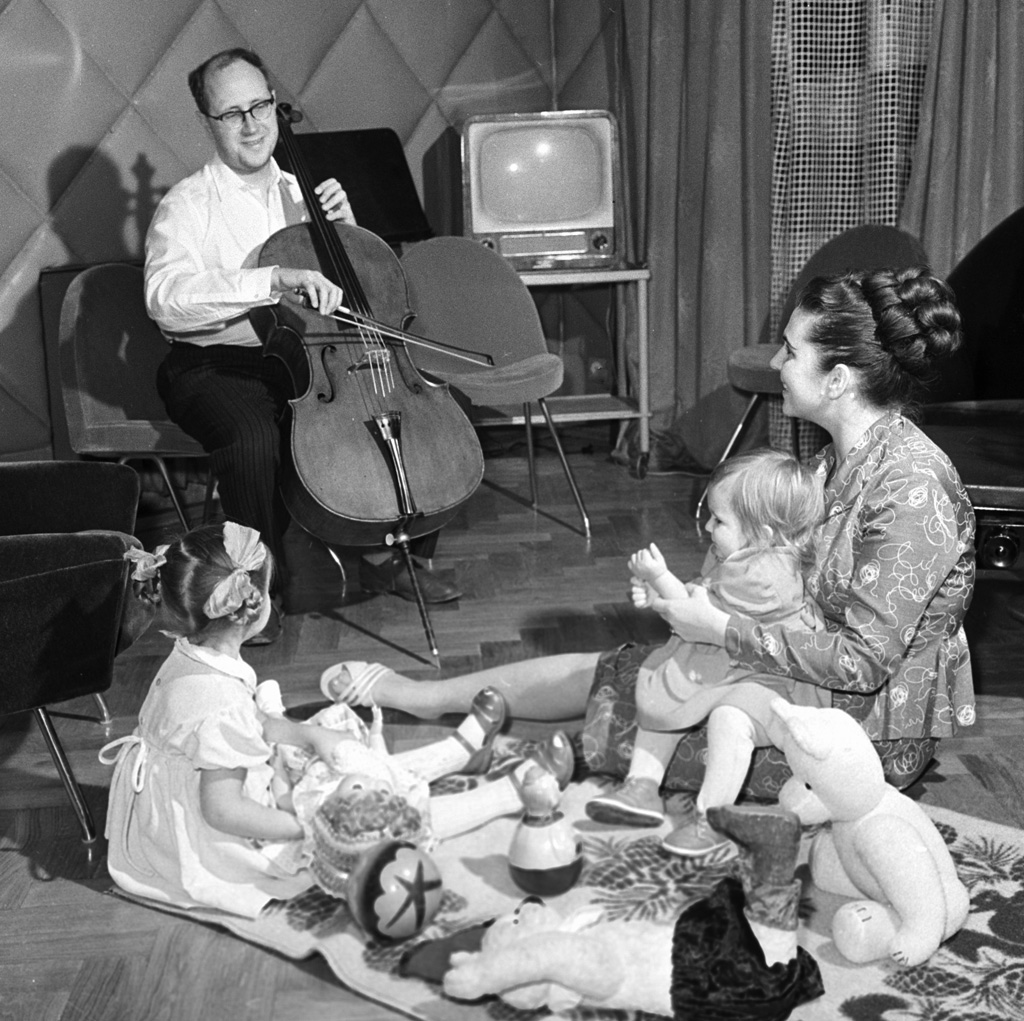
Дома с мужем и дочерьми.
1959 год

- первый муж (в браке несколько месяцев в 1944 году) — Георгий Вишневский, военный моряк.
- второй муж («фактический») с 1944 по 1955 год — Марк Ильич Рубин, директор Ленинградского областного театра оперетты[15].
  - сын — Илья (умер во младенчестве в 1945 году).
- третий муж — Мстислав Леопольдович Ростропович (1927—2007), дирижёр, виолончелист; народный артист СССР (1966), лауреат Ленинской (1964), Сталинской премии II степени (1951), (в браке с 1955 по 2007).
  - старшая дочь — Ольга (род. 1956), виолончелистка, возглавляет музыкальный фонд М. Ростроповича, помогающий молодым музыкантам и проводящий ежегодные фестивали, также в настоящее время — художественный руководитель Центра оперного пения, заслуженный деятель искусств РФ (2017).
    - во втором браке — двое сыновей.

  - младшая дочь — Елена (род. 1958), пианистка, руководит международным медицинским фондом «Вишневская — Ростропович», который занимается вакцинацией детей по всему миру.
    - внуки — Иван, Сергей, Настасья, Олег, Александр, Мстислав.

## Почётные звания и награды
- Заслуженная артистка РСФСР (1955[16])
- Народная артистка РСФСР (1961)
- Народная артистка СССР (1966)

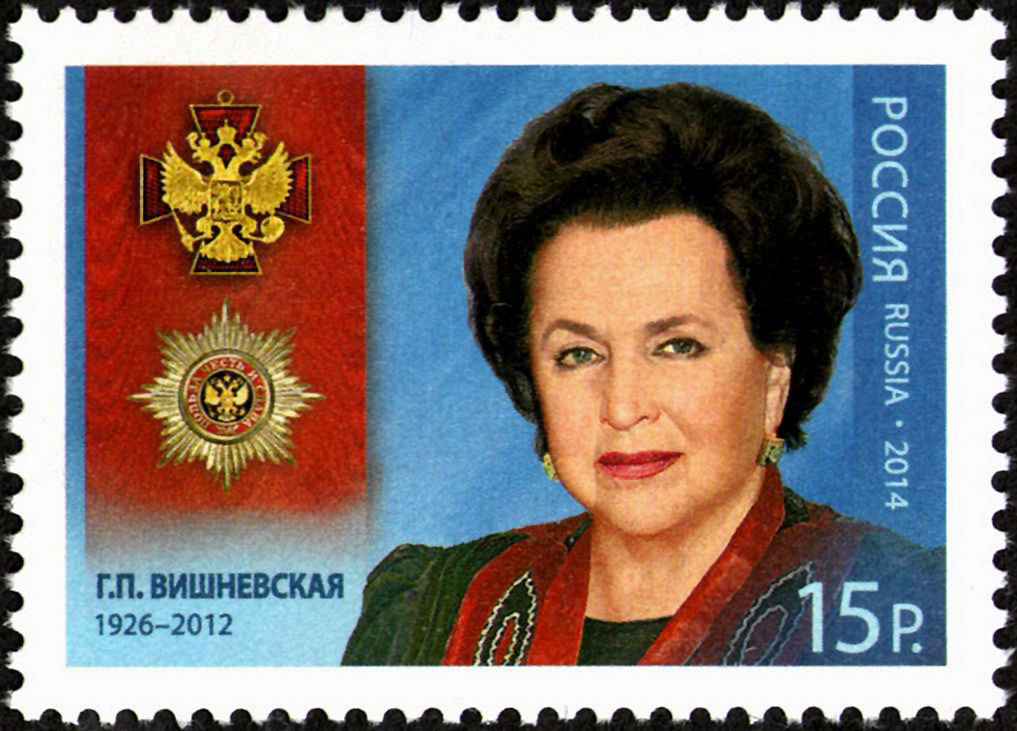
Полный кавалер ордена «За заслуги перед Отечеством» Галина Павловна Вишневская. Почтовая марка России, 2014 г..

- Премия Правительства Российской Федерации в области культуры за 2011 год — за создание школы оперного пения[17]
- Премия Правительства Санкт-Петербурга (2008) — за исполнение главной роли в фильме «Александра»
- Орден «За заслуги перед Отечеством» I степени (1 декабря 2012) — за выдающийся вклад в развитие отечественной культуры и музыкального искусства[18]
- Орден «За заслуги перед Отечеством» II степени (25 октября 2006) — за выдающийся вклад в развитие музыкального искусства и многолетнюю плодотворную творческую деятельность[19]
- Орден «За заслуги перед Отечеством» III степени (25 октября 1996) — за большой личный вклад в развитие музыкального искусства[20]
- Орден «За заслуги перед Отечеством» IV степени (18 октября 2011) — за большой вклад в развитие отечественной музыкальной культуры, многолетнюю педагогическую и просветительскую деятельность[21]
- Орден Ленина (1971)
- Медаль «За оборону Ленинграда» (1942)
- Медаль «В ознаменование 100-летия со дня рождения Владимира Ильича Ленина»
- Медаль «50 лет Победы в Великой Отечественной войне 1941-1945 гг.»
- Медаль «60 лет Победы в Великой Отечественной войне 1941—1945»
- Медаль «65 лет Победы в Великой Отечественной войне 1941—1945»
- Медаль «За доблестный труд в Великой Отечественной войне 1941-1945 гг.»
- Медаль «Ветеран труда»
- Медаль «В память 850-летия Москвы»
- Медаль «В память 250-летия Ленинграда»
- Медаль «В память 300-летия Санкт-Петербурга»
- Благодарность Президента Российской Федерации (25 октября 2001) — за большой вклад в развитие музыкального искусства и активную благотворительную деятельность[22]
- Знак Губернатора Московской области «За полезное» (Московская область, 2011 год)[23]
- Почётный знак «За заслуги перед Санкт-Петербургом» (2006)[24]
- Медаль «За заслуги перед Чеченской Республикой» (10 ноября 2006) — за плодотворную деятельность по сближению и взаимообогащению культур наций и народностей[25]
- Офицер ордена искусств и литературы (Франция, 1982)
- Командор ордена Почётного легиона (Франция, 1983)
- Орден Святой равноапостольной княгини Ольги I степени (РПЦ, 2004)
- Орден преподобной Евфросинии, великой княгини Московской II степени (РПЦ, 2011) — во внимание к помощи Русской Православной Церкви и в связи с 85-летием со дня рождения[26]
- Медаль имени Михаила Чехова (2011 год, Дом русского зарубежья имени Александра Солженицына)
- Алмазная медаль города Парижа (1977)
- Орден Петра Великого I степени (Академия проблем безопасности обороны и правопорядка, 2004)
- Знак чести «Серебряный крест» (2004, общественная организация «Георгиевский союз»)
- Международная награда — орден «За вклад в Победу» (2005)
- Орден Екатериной Первой (2006) — за большие заслуги перед Родиной и вклад в мировой искусство[27]
- Царскосельской художественной премии (2000)
- Национальная премия общественного признания достижений женщин России «Олимпия» (Российская Академия бизнеса и предпринимательства, 2002[28] и 2007)[29]
- Международная премия имени Дж. Пуччини (2002)[30]
- Национальная премия «Россиянин года» (2005) — за беззаветное и талантливое служение искусству, гражданское мужество, силу и щедрость человеческого духа[31]
- Кинопремия «Белый слон» в номинации «Лучшая женская роль» (фильм «Александра», Гильдия киноведов и кинокритиков России, 2007)[32]
- Премия «Хрустальный симург» лучшему исполнителю 26-го Международного кинофестиваля «Фаджр» (Тегеран, 2008)
- Почётный доктор Российского химико-технологического университета (2006)[33]
- Почётный профессор МГУ им. Ломоносова (2007)
- Доктор гуманитарных наук honoris causa Ривер-колледжа (Нашуа, Нью-Хемпшир, США)
- Почётная степень доктора музыки Гамильтонского колледжа (Онтарио, Канада)
- Доктор музыки университета Сент-Лоуренс (Кантон, штат Нью-Йорк, США)
- Почётный профессор Московской консерватории
- Почётный гражданин города Кронштадта (1996)
- Почётный гражданин Нижегородской области (2002)[34]

## Творчество
Ленинградский областной театр оперетты
- «Свадьба в Малиновке» Б. А. Александрова — Яринка
- «Продавец птиц» К. Целлера — Христина
- «Фиалка Монмартра» И. Кальмана — Нинон

### Оперные премьеры
Большой театр
- 1953 — «Евгений Онегин» П. И. Чайковского — Татьяна
- 1954 — «Фиделио» Л. ван Бетховена — Леонора
- 1955 — «Снегурочка» Н. А. Римского-Корсакова — Купава
- 1957 — «Укрощение строптивой» В. Шебалина — Катарина
- 1957 — «Свадьба Фигаро» В. Моцарта — Керубино
- 1957 — «Чио-Чио-сан» Дж. Пуччини — Баттерфляй
- 1958 — «Аида» Дж. Верди — Аида
- 1959 — «Пиковая дама» П. И. Чайковского — Лиза
- 1959 — Война и мир" С. С. Прокофьева — Наташа Ростова
- 1962 — «Фальстаф» Дж. Верди — Алиса Форд
- 1962 — «Фауст» Ш. Гуно — Маргарита
- 1962 — «Каменный гость» А. С. Даргомыжского — Донна Анна
- 1962 — «Судьба человека» И. И. Дзержинского — Зинка
- 1964 — «Травиата» Дж. Верди — Виолетта
- 1964 — «Октябрь» В. Мурадели — Марина (Большой театр)
- 1965 — «Человеческий голос» Ф. Пуленка — Героиня
- 1970 — «Семён Котко» С. С. Прокофьева — Софья
- 1970 — «Царская невеста» Н. А. Римского-Корсакова — Марфа
- 1971 — «Тоска» Дж. Пуччини — Флория Тоска
- 1973 — «Франческа да Римини» С. Рахманинова — Франческа
- 1974 — «Игрок» С. С. Прокофьева — Полина

Другие театры
- 1964 — «Турандот» Дж. Пуччини — Лиу (Ла Скала, Милан)
- 1969 — «Отелло» Дж. Верди — Дездемона (Москва)
- 1976 — «Макбет» Дж. Верди — Леди Макбет (Эдинбург)
- 1981 — «Иоланта» П. Чайковского — Иоланта (Вашингтон)
- 1983 — «Тюрьма» М. М. Ландовского (Экс-ан-Прованс)

### Концертные премьеры
- 1957 — Девятая симфония Л. ван Бетховена — партия сопрано
- 1958 — «Реквием» Дж. Верди — партия сопрано
- 1961 — «Сатиры» Д. Д. Шостаковича
- 1962 — «Песни и пляски смерти» М. П. Мусоргского в инструментовке Д. Д. Шостаковича
- 1962 — Торжественная месса Л. ван Бетховена (Эдинбург)
- 1963 — «Военный реквием» Б. Бриттена (Лондон)
- 1963 — Вторая симфония Г. Малера (Вена)
- 1965 — «Эхо поэта» Б. Бриттена
- 1965 — Четвёртая симфония Г. Малера
- 1967 — Вокальный цикл Д. Д. Шостаковича на стихи А. А. Блока
- 1969 — Четырнадцатая симфония Д. Д. Шостаковича
- 1972 — Вокальный цикл «Без солнца» М. П. Мусоргского с оркестром
- 1979 — «Ребёнок зовёт» М. М. Ландовского (Вашингтон)
- 1981 — Те Deum К. Пендерецкого (Вашингтон)
- 1983 — «Польский реквием» К. Пендерецкого (Вашингтон)

### Фильмография
Роли в кино
- 1966 — Катерина Измайлова (фильм-опера) — Катерина Львовна Измайлова
- 1972 — Звезда в ночи — Аделина Патти
- 1993 — Провинциальный бенефис (по мотивам пьес А. Н. Островского) (режиссёр А. А. Белинский) — Кручинина
- 2007 — Александра (реж. А. Н. Сокуров) — бабушка Александра Николаевна.

Озвучивание
- 1958 — Евгений Онегин (фильм-опера) — Татьяна Ларина (роль А. В. Шенгелая)
- 1961 — Вольный ветер — Стелла (роль Л. И. Пырьевой)
- 1964 — Укрощение строптивой (фильм-спектакль) — вокал
- 1969 — Эгмонт (фильм-спектакль) — вокал
- 1989 — Борис Годунов (фильм-опера) — Марина Мнишек (роль Д. Форест) / хозяйка корчмы
- 1992 — Леди Макбет из Мценска — вокал

Участие в фильмах
- 1990 — Мстислав Ростропович. Возвращение (документальный)
- 1992 — Наш любимый юный дед (документальный)
- 1994 — Альфред Шнитке. Портрет с друзьями (документальный)
- 2006 — Элегия жизни. Ростропович. Вишневская (режиссёр А. Н. Сокуров) (документальный)
- 2008 — Женское лицо войны. «Катюша» (документальный)
- 2009 — Двое в мире. Галина Вишневская и Мстислав Ростропович (документальный)
- 2010 — Владимир Максимов (из цикла документальных фильмов Острова на телеканале «Культура»)
- 2011 — Свидетели. Галина Вишневская. Роман со славой (режиссёр А. Гречиха) (документальный)

## Память

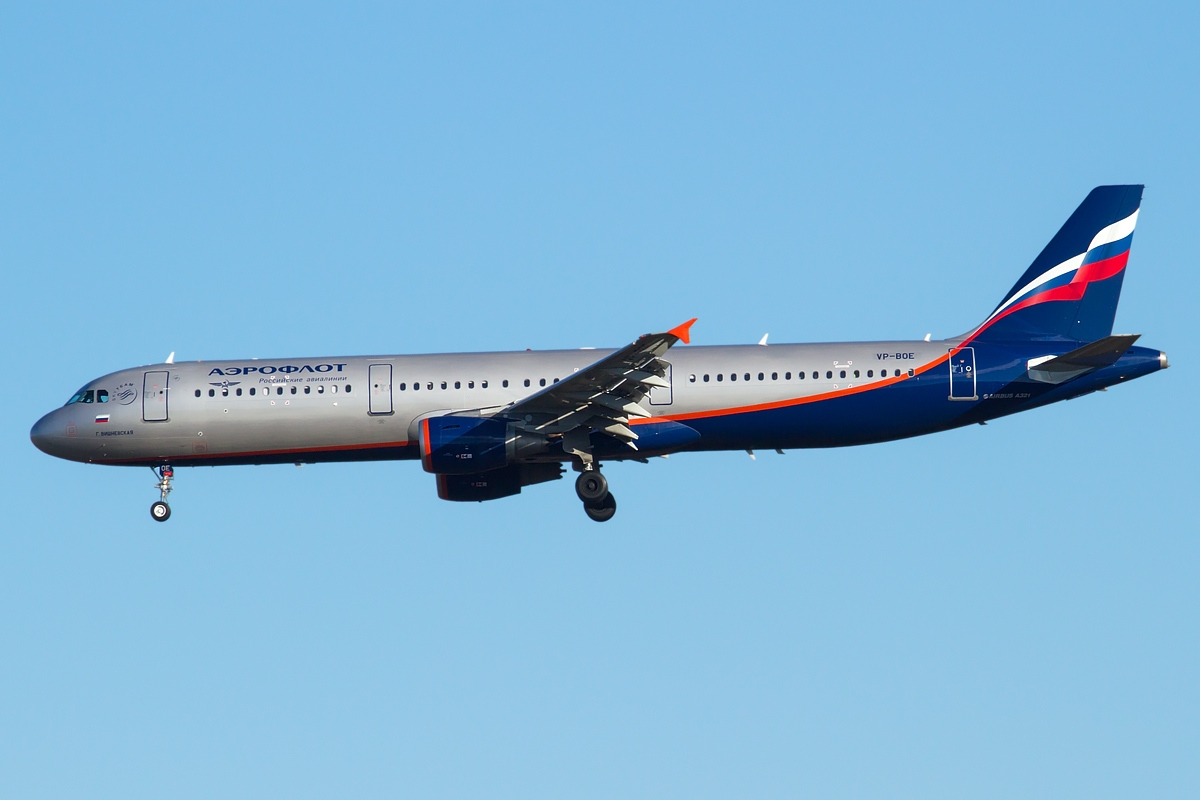
Лайнер Airbus A321 авиакомпании «Аэрофлот»
«Г. Вишневская»

- Улица Галины Вишневской в московском районе Новокосино. 26 июня 2013 года Правительство Москвы решило присвоить проектируемому проезду № 326, расположенному на территории района Новокосино Восточного административного округа города Москвы между Суздальской и Новокосинской улицами, наименование — улица Галины Вишневской[35].
- Улица Галины Вишневской в Видном Московской области[36].
- Лайнер Airbus A321 авиакомпании «Аэрофлот» «Г. Вишневская»[37].
- Колледж музыкально-театрального искусства № 61 имени Г. Вишневской в Москве[38].
- Именем Г. Вишневской названа Детская музыкальная школа № 8 в Кронштадте.
- Именем Г. Вишневской названа малая планета Солнечной системы № 4919[39].
- Мемориальная доска Мстиславу Ростроповичу и Галине Вишневской открыта в Москве в 2018 году. Установлена в Газетном переулке, на доме, где проживали супруги.
- 25 октября 2022 года в день рождения певицы рядом с Центром оперного пения, который носит имя певицы (ул. Остоженка, 25, строение 1) Галине Вишневской установлен памятник работы скульптора Александра Рукавишникова и архитектора Михаила Посохина[40].